# Challenger de Kobe 2022
El torneo Kobe Challenger 2022 fue un torneo de tenis perteneció al ATP Challenger Tour 2022 en la categoría Challenger 80. Se trató de la 6ª edición; el torneo tuvo lugar en la ciudad de Kobe (Japón), desde el 14 hasta el 20 de noviembre de 2022 sobre pista dura bajo techo.

## Jugadores participantes del cuadro de individuales
| Favorito | País                            | Jugador               | Rank1 | Posición en el torneo |
| -------- | ------------------------------- | --------------------- | ----- | --------------------- |
| 1        | Bandera de Australia            | Christopher O'Connell | 84    | Semifinales           |
| 2        | Bandera de Australia            | John Millman          | 155   | Cuartos de final      |
| 3        | Bandera de Australia            | Rinky Hijikata        | 167   | Segunda ronda         |
| 4        | Bandera de Japón                | Kaichi Uchida         | 169   | Primera ronda         |
| 5        | Bandera de Australia            | James Duckworth       | 171   | Primera ronda         |
| 6        | Bandera de Bosnia y Herzegovina | Damir Džumhur         | 183   | Segunda ronda         |
| 7        | Bandera de Japón                | Yosuke Watanuki       | 193   | CAMPEÓN               |
| 8        | Bandera de Australia            | Li Tu                 | 196   | Primera ronda         |

- 1 Se ha tomado en cuenta el ranking del 7 de noviembre de 2022.

### Otros participantes
Los siguientes jugadores recibieron una invitación (wild card), por lo tanto ingresan directamente al cuadro principal (WC):
- Shinji Hazawa
- Taisei Ichikawa
- Shintaro Imai

Los siguientes jugadores ingresan al cuadro principal tras disputar el cuadro clasificatorio (Q):
- Chung Yun-seong
- Jason Jung
- Shintaro Mochizuki
- Naoki Nakagawa
- Marc Polmans
- Colin Sinclair

## Campeones

### Individual Masculino
- Yosuke Watanuki derrotó en la final a  Frederico Ferreira Silva, 6–7(3), 7–5, 6–4

### Dobles Masculino
- Shinji Hazawa /  Yuta Shimizu derrotaron en la final a  Andrew Harris /  John-Patrick Smith, 6–4, 6–4